# رومانيون
الرومانيون (بالرومانيَّة: români) هي مجموعة عرقية، وأمة رومانسيَّة، أصلية ومقيمة في رومانيا. والتي تشترك في ثقافة رومانية مشتركة، وفي النسب، وتتحدث باللُّغة الرُّومانِيّة، وهي اللغة الشرقية الرومانسية الأكثر انتشاراً والتي تنحدر من اللغة اللاتينية. وفقاً لتعداد عام 2011 الروماني، عرف أقل بقليل من 89% من مواطني رومانيا أنفسهم بأنهم من أصول رومانية.
في أحد التفسيرات لنتائج التعداد في مولدوفا، يُحسب سكان مولدوفا على أنهم رومانيون، مما يعني أن هذا الأخير يشكل جزءاً من الأغلبية السكانيَّة في هذا البلد أيضًا. الرومانيون هم أيضا أقلية عرقية في العديد من البلدان المجاورة التي تقع في وسط أوروبا الشرقية على التوالي، ولا سيَّما في المجر وجمهورية التشيك وأوكرانيا وصربيا وبلغاريا. ويعتنق أغلب الرومانيين المسيحية دينًا على مذهب الأرثوذكسية الشرقية إلى جانب أقليَّة كاثوليكية.
واليوم، تتراوح تقديرات عدد الشعب الروماني في جميع أنحاء العالم من 26 إلى 30 مليون نسمة وفقًا لمصادر متنوعة، وفقاً لتعريف مصطلح «روماني»، أي الرومانيين الأصليين في رومانيا وجمهورية مولدوفا ومغتربيهم والمتحدثين الأصليين للرومانية، بالإضافة إلى المجموعات الأخرى الناطقة بالرومانسيَّة الشرقية والتي يعتبرها معظم الباحثين والأكاديمية الرومانية جزءًا أساسياً من الشعب الروماني الأوسع،  وتحديدًا الأرومانيين، والمغلينو رومانيين، والإيسترو رومانيين، والفلاكس في صربيا وكرواتيا وبلغاريا، أو في البوسنة والهرسك.
بينما يعتقد الرومانيون المستقرون في جمهورية مقدونيا الشمالية في غالبيتهم بالإسلام الذي اعتنقوه منذ الفترة العثمانية

## لمحة تاريخية

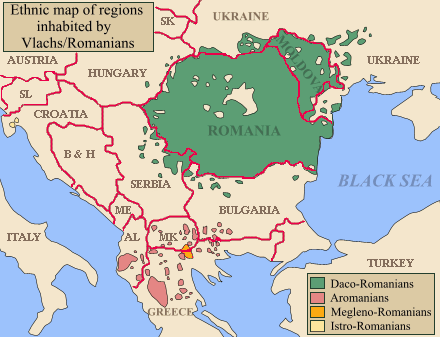
Regions with green inhabited by significant Romanian population

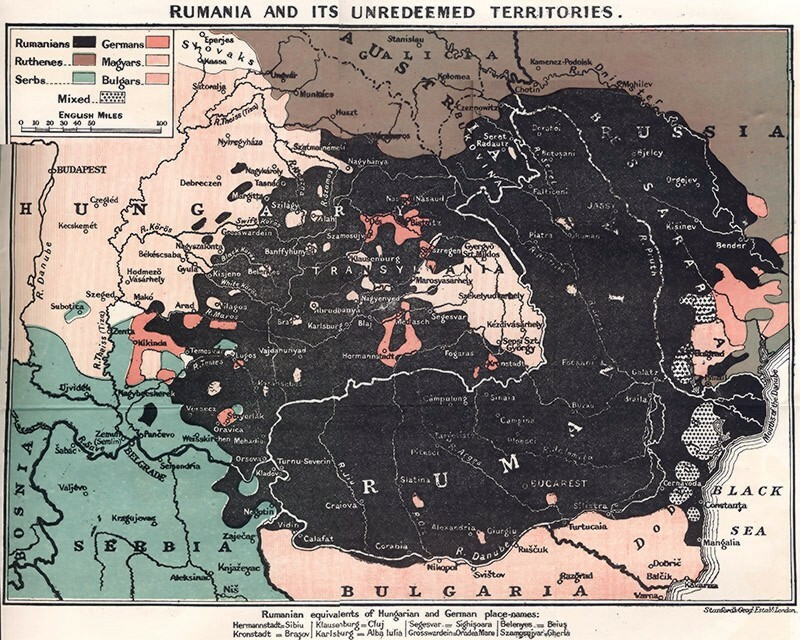
الرومانيون قبل الحرب العالمية الاولى.

مقال تفصيلي: أصول الشعب الروماني

## اللغات

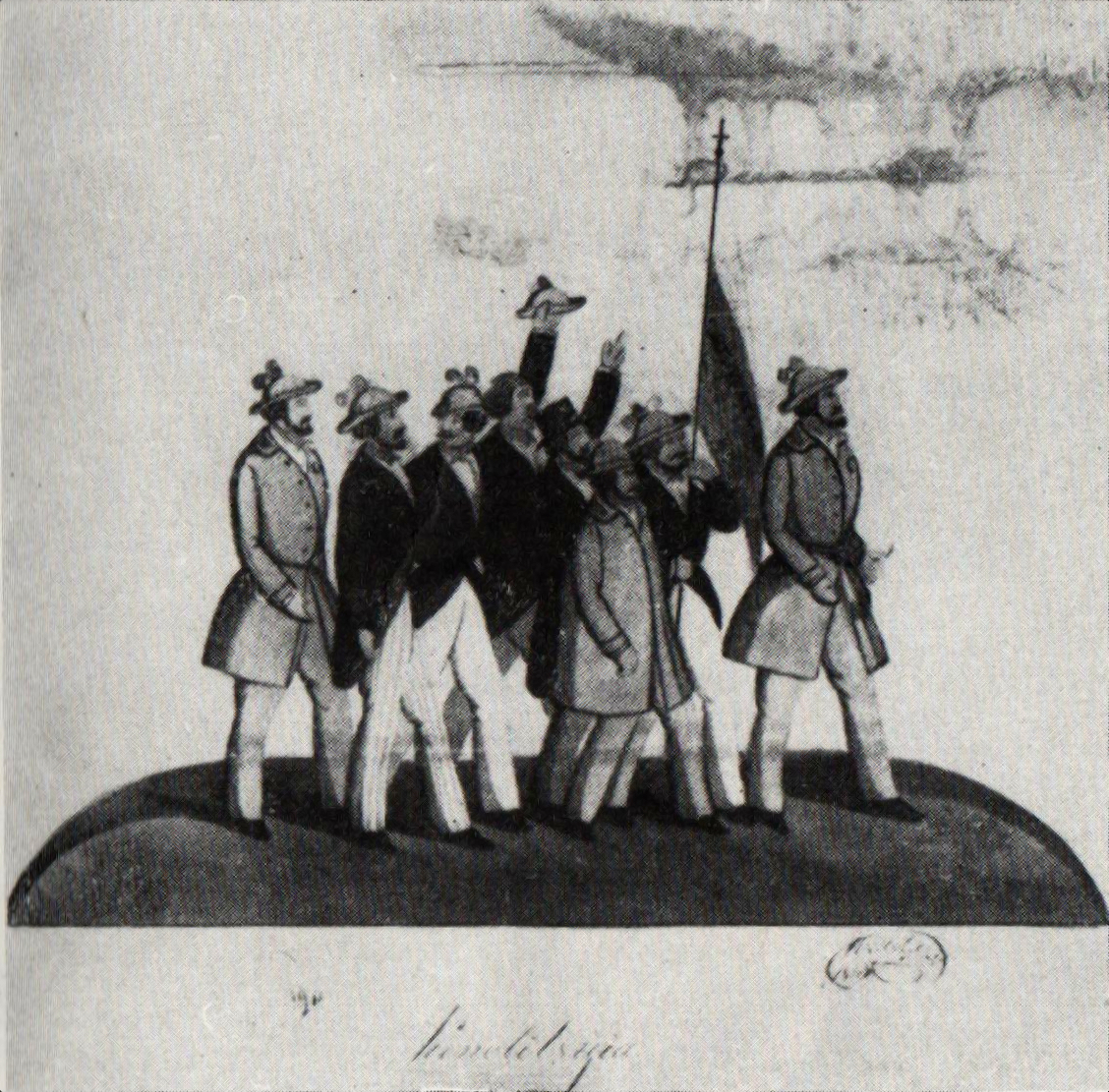
مجموعة المتظاهرين من أجل ثورة 1848

يتكلم الرومان باللغة الرومانية، وهي لغة تنتمي إلى مجموعة اللغات الهندو أوروبية فرع اللغات الرومانسية أو اللاتينية، مما يجعلها شبيهة باللغات الإيطالية والفرنسية و بدرجة أقل الإسبانية والبرتغالية، وتتميز اللغة الرومانية عن غيرها من اللغات اللاتينية باحتوائها كما كبيرا من المفردات السلافية، حيث عاش الشعب الروماني محاطا بالشعوب الناطقة باللهجات واللغات السلافية لمئات السنين، كما تضم الرومانية العديد من المفردات المجرية والتركية و اليونانية، ويمكن إيجاد العديد من المفردات العربية في لسان الرومانيين، والتي يعتقد بأنها دخلت القاموس الروماني عن طريقين، الأول هو اللغة التركية، حيث لعبت التركية دور الحامل الذي أوصل بعض المفردات العربية إلى الرومانية وإلى غيرها من لغات البلقان، أما الطريق الثاني فهو الكلمات العربية التي كانت قد دخلت إلى القواميس الفرنسية والإنكليزية، حيث قام اللغويون الرومان بإدخالها إلى لغتهم كجزئ من عملية الإغناء والتطوير اللغوي

## الثقافة

علم الرومانيون

شعار النبالة الروماني

## معرض صور

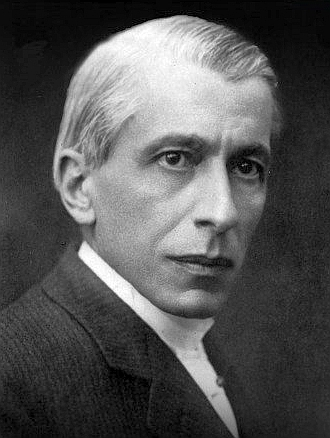
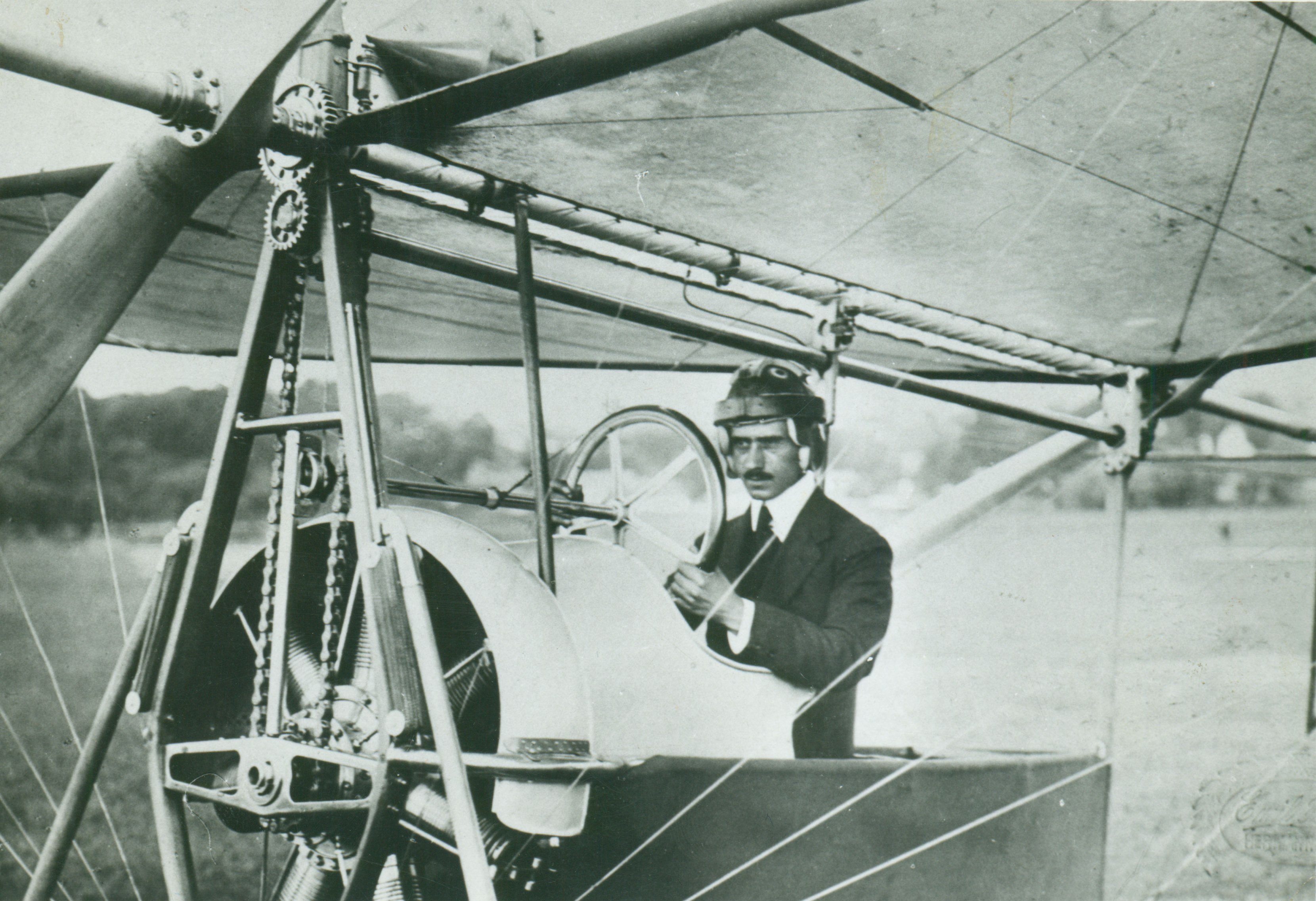
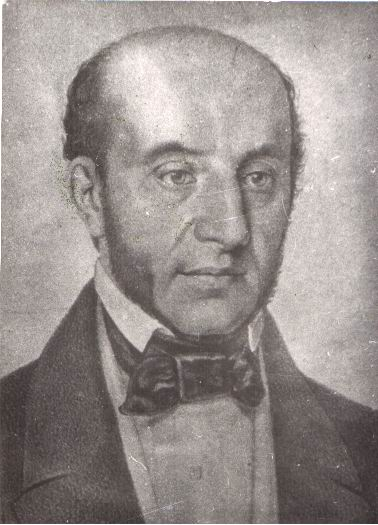
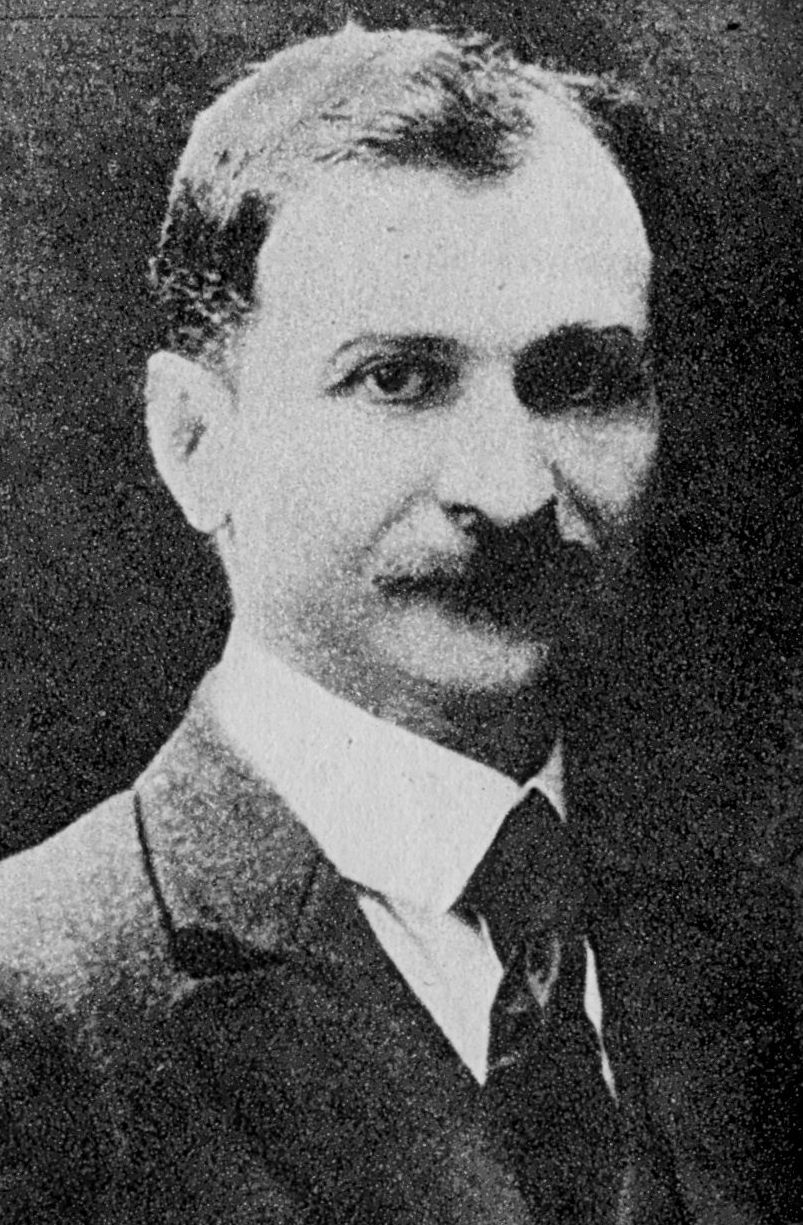
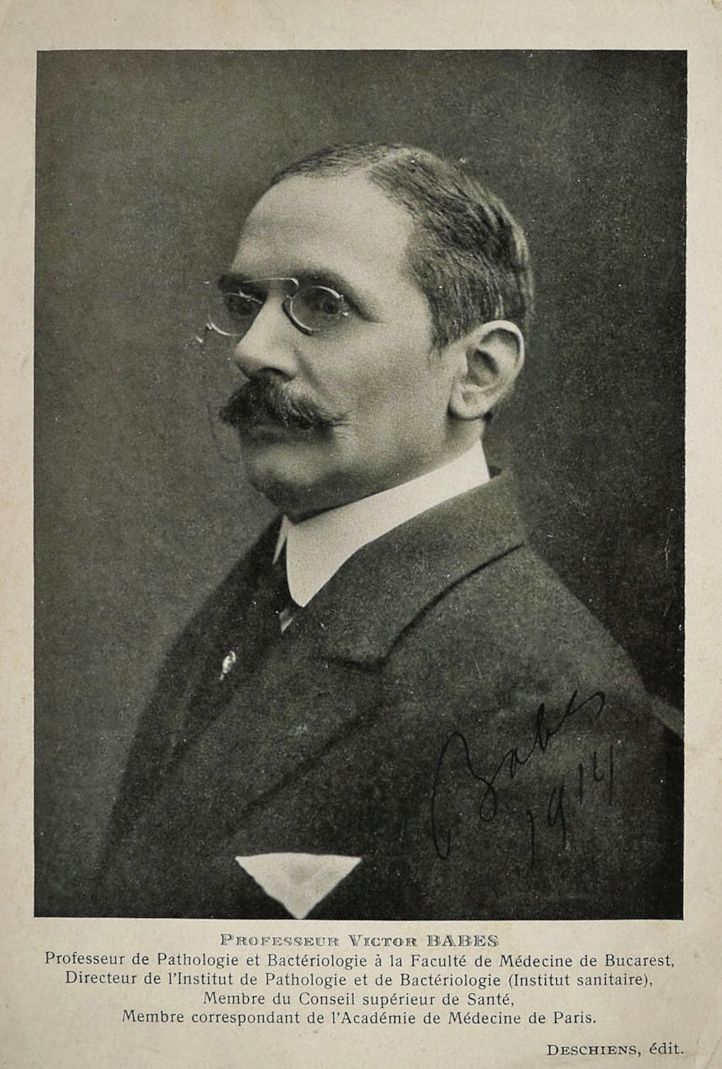
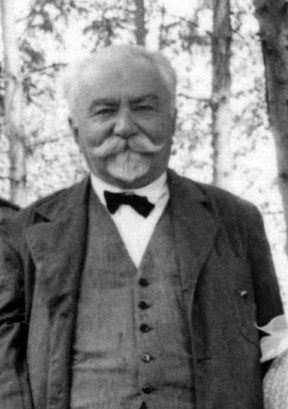